# Ville mondiale

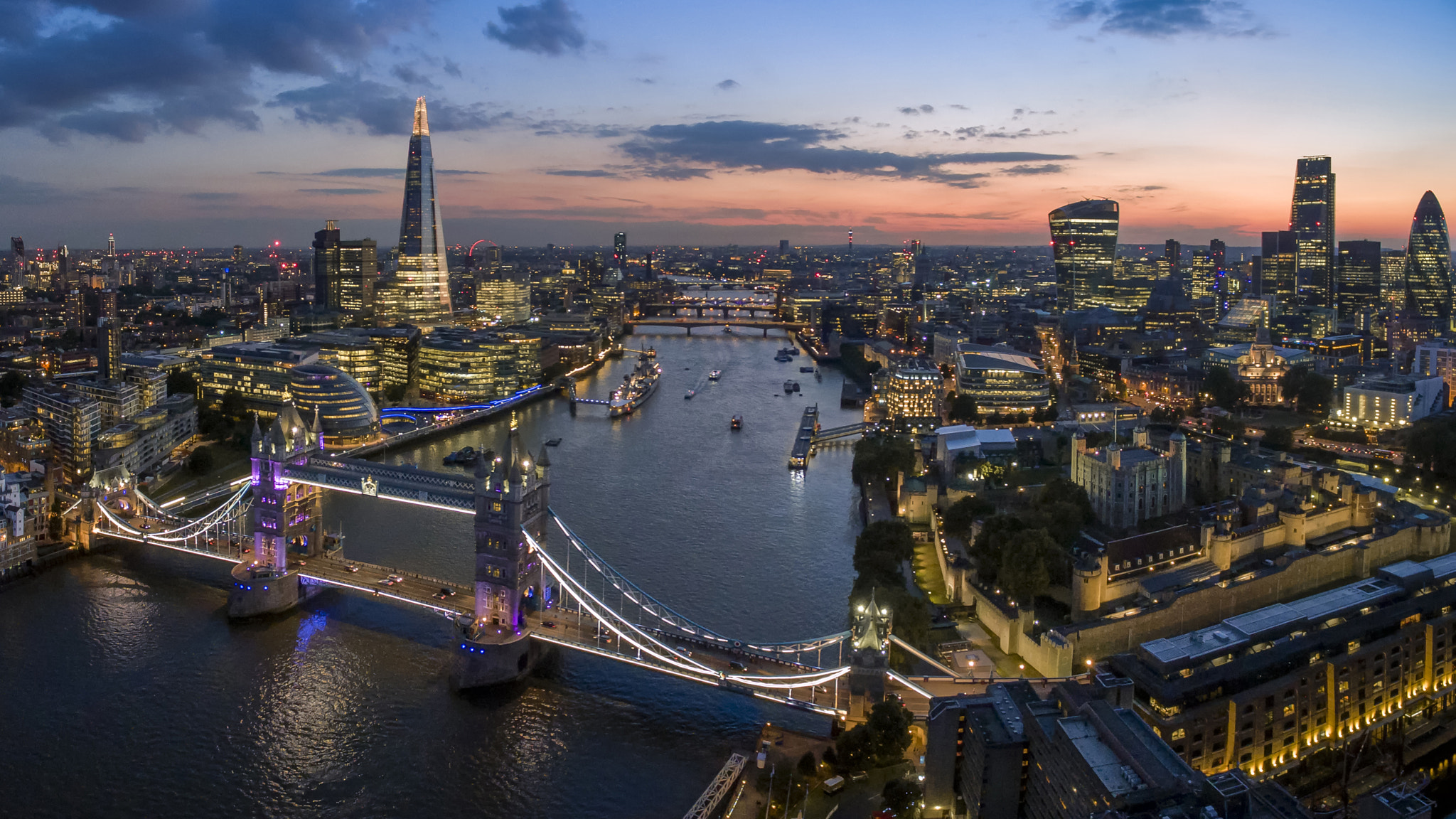
Londres en 2015.

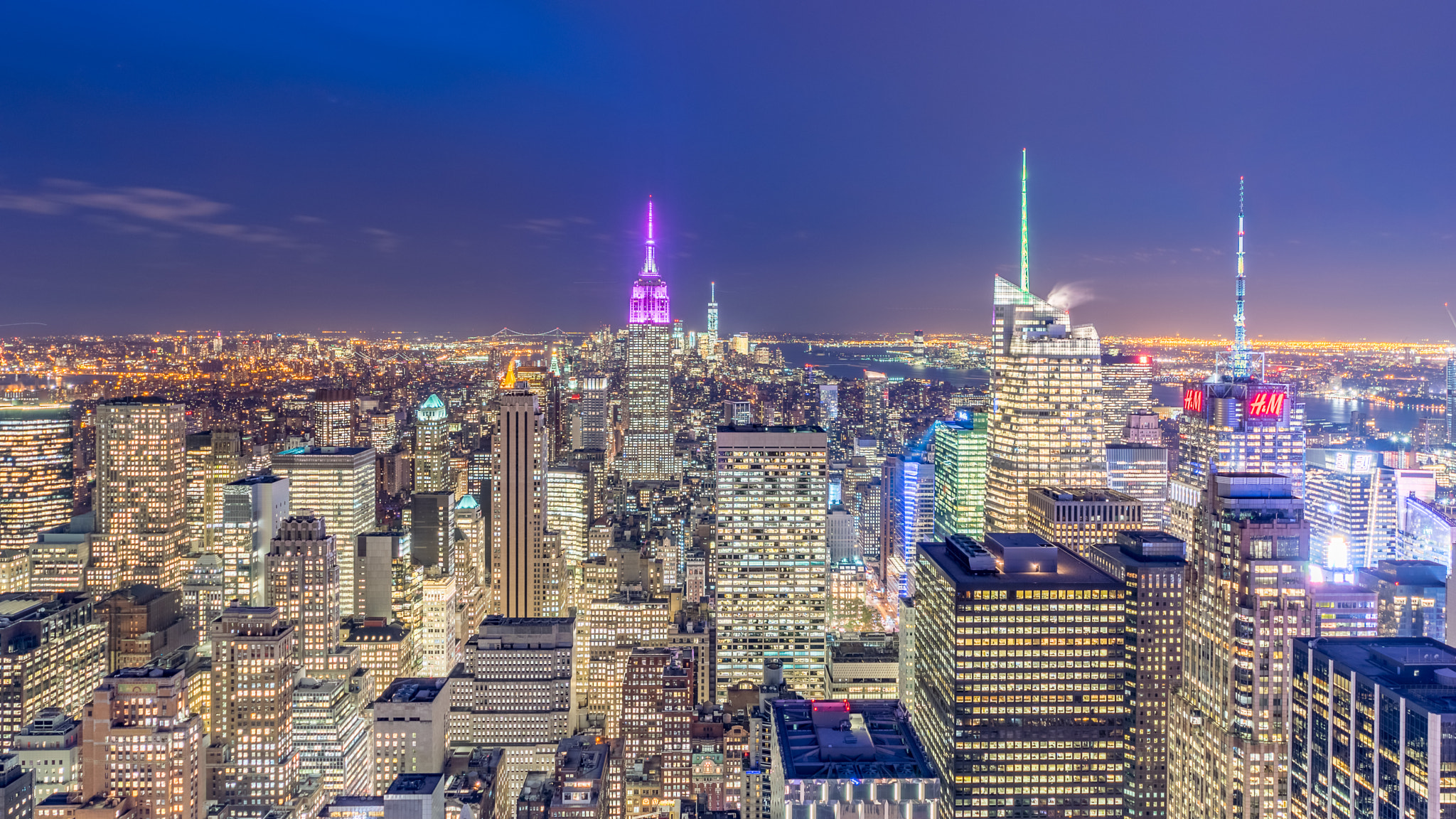
New York vers 2015.

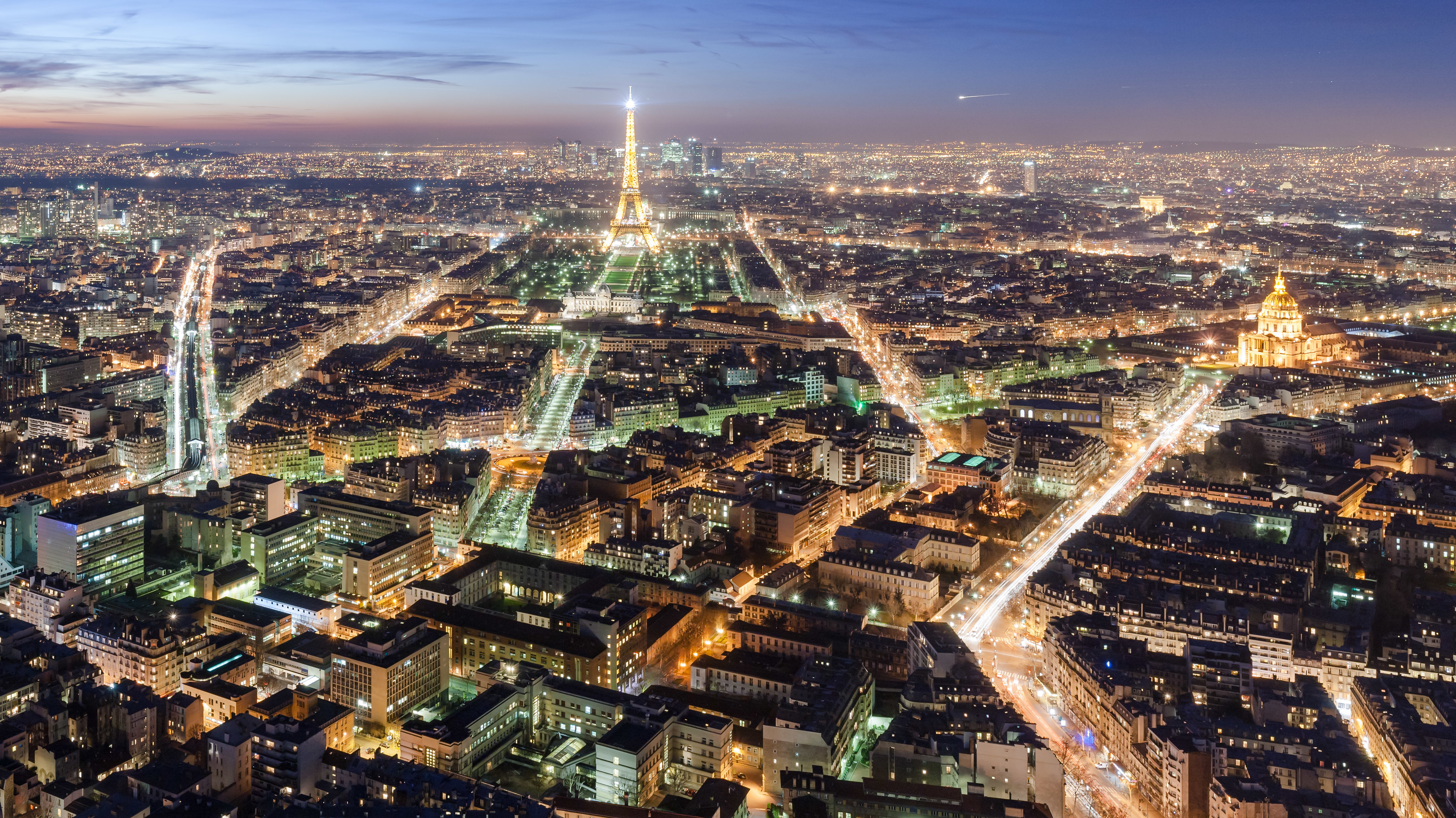
Paris en 2008.

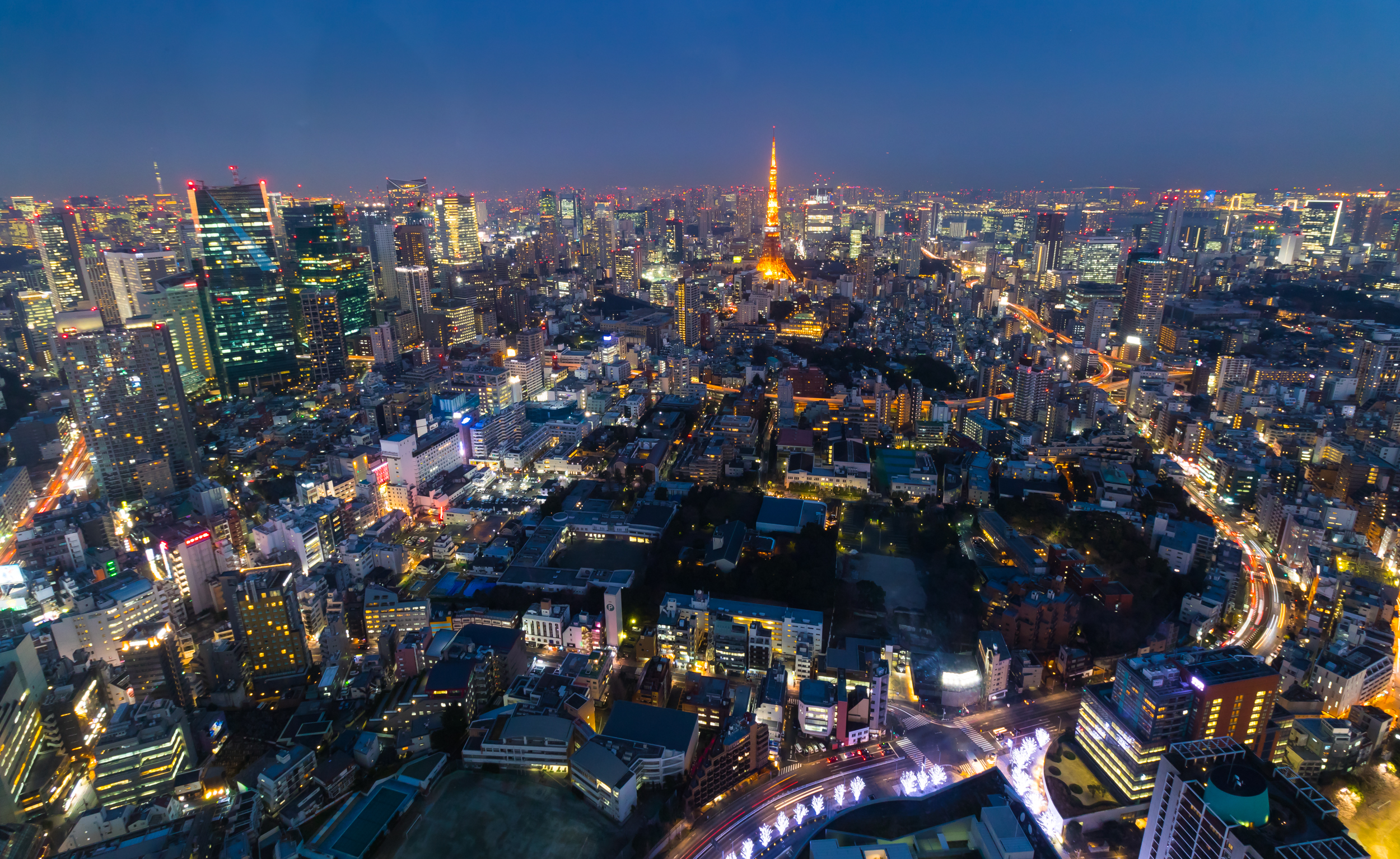
Tokyo en 2019.

Une ville mondiale, ville globale ou ville-monde sont différentes appellations pour désigner une ville qui exerce des fonctions stratégiques à l'échelle mondiale, un centre qui organise des flux et s'inscrit dans des réseaux, un pôle de commandement dans la mondialisation.

## La notion de ville mondiale

### Histoire du concept
L'urbaniste britannique Peter Hall définit en 1966 une ville mondiale (en anglais world city) comme un lieu où « est menée une part tout à fait disproportionnée des affaires les plus importantes du monde ». Peter Hall s'intéresse alors surtout aux villes des pays industrialisés, en forte croissance démographique à l'époque. Hall est généralement considéré comme le créateur du concept de ville mondiale.
La notion de ville mondiale apparaît en 1979 dans l'œuvre de l'historien français Fernand Braudel (1902-1985) sous le nom de « ville-monde » : « les informations, les marchandises, les capitaux, les crédits, les hommes, les ordres, les lettres marchandes y affluent et en repartent ». La puissance d'une « ville-monde » ou « superville » s'exerce sur une partie de l'espace terrestre appelée « économie-monde ».
La notion est reprise par le planificateur urbain américain John Friedman (en) en 1986. La sociologue et économiste néerlando-américaine Saskia Sassen introduit en 1991 la notion de « ville globale » (global city) en retenant essentiellement des critères économiques et financiers (capitalisations boursières) pour les définir.
En 2003, le géographe français François Moriconi-Ebrard définit la ville mondiale comme une « organisation urbaine caractérisée par la concentration fonctionnelle, pôle de structuration de l’espace et d’impulsion économique à l’échelle planétaire, nœud de commutation des réseaux mondiaux ».
Le concept de ville mondiale se popularise avec l'intensification de la mondialisation. Les représentations des villes changent dans les sciences sociales à cette époque (fin des années 1990). Toutefois, un siècle auparavant, dans les années 1900, des transformations conceptuelles concernant les villes et leur perception ont également eu lieu chez les géographes français.
Pour la géographe française Cynthia Ghorra-Gobin, les expressions « ville mondiale » et « ville globale » ne sont pas équivalentes. La première qualifierait le rôle historique de la ville, son influence culturelle à long terme, tandis que la seconde désignerait la capacité de la ville à s'insérer dans les flux et les réseaux d'échanges mondialisés.

### Définition
Une ville mondiale concentre des fonctions de commandement économique (sièges directionnels des firmes transnationales, services supérieurs aux entreprises, institutions de la gouvernance économique mondiale), regroupe des acteurs de la mondialisation, lesquels organisent la division du travail à l'échelle internationale. Elle regroupe des fonctions de formation et de recherche, contribue à l'innovation et constitue un marché de consommation des produits innovants ; elle rassemble des infrastructures de transport et de communication, dispose d'une bonne accessibilité à l'échelle mondiale ; elle polarise des flux de toutes natures : flux de marchandises et de capitaux, flux d'informations et humains ; elle contribue à la mondialisation et celle-ci contribue à la façonner : verticalisation, gentrification, éviction et ségrégations, etc.[réf. souhaitée]

## Tableau de classements
| Ville         | GaWC 2024 | Mori 2024 | A.T. Kearney 2024 | Global Cities Investment Monitor 2023 | Brand Finance City Index 2024 | ING Most Talked Global Gateway Cities 2023 | IESE Cities in Motion Index 2025 | Oxford Economics Global Cities Index 2025 | Schroders Global Cities Index 2023 | World's Best Cities 2024 | Global Financial Centres Index 2025 |
| ------------- | --------- | --------- | ----------------- | ------------------------------------- | ----------------------------- | ------------------------------------------ | -------------------------------- | ----------------------------------------- | ---------------------------------- | ------------------------ | ----------------------------------- |
| Amsterdam     | 24        | 7         | 21                | 10                                    | 10                            | 23                                         | 12                               | 27                                        | 28                                 | 11                       | 18                                  |
| Berlin        | 46        | 9         | 20                | 7                                     | 13                            | 16                                         | 5                                | 29                                        | 25                                 | 9                        | 37                                  |
| Boston        | 48        | 33        | 23                |                                       | 24                            | 20                                         | 18                               | 8                                         | 5                                  | 21                       | 19                                  |
| Chicago       | 15        | 27        | 10                |                                       | 25                            | 9                                          | 13                               | 24                                        | 16                                 | 17                       | 6                                   |
| Dubaï         | 8         | 8         | 24                | 1                                     | 5                             | 17                                         | 44                               | 51                                        |                                    | 13                       | 12                                  |
| Hong Kong     | 3         | 18        | 9                 | 21                                    | 33                            | 7                                          | 33                               | 72                                        | 4                                  | 97                       | 3                                   |
| Londres       | 1         | 1         | 2                 | 2                                     | 1                             | 4                                          | 1                                | 2                                         | 2                                  | 1                        | 2                                   |
| Los Angeles   | 26        | 22        | 7                 |                                       | 7                             | 11                                         | 36                               | 11                                        | 11                                 | 14                       | 7                                   |
| Madrid        | 20        | 10        | 13                | 8                                     | 17                            | 5                                          | 24                               | 44                                        |                                    | 7                        | 53                                  |
| Melbourne     | 34        | 13        | 17                |                                       | 22                            |                                            | 16                               | 6                                         | 8                                  | 25                       | 28                                  |
| New York      | 2         | 2         | 1                 | 6                                     | 2                             | 2                                          | 2                                | 1                                         | 7                                  | 2                        | 1                                   |
| Paris         | 7         | 4         | 3                 | 4                                     | 3                             | 3                                          | 3                                | 3                                         | 10                                 | 3                        | 17                                  |
| Pékin         | 4         | 16        | 6                 |                                       | 48                            | 8                                          | 21                               | 152                                       |                                    | 36                       | 20                                  |
| San Francisco | 35        | 25        | 14                |                                       | 9                             | 18                                         | 10                               | 10                                        | 1                                  | 12                       | 5                                   |
| Séoul         | 11        | 6         | 11                |                                       | 37                            | 6                                          | 11                               | 15                                        |                                    | 16                       | 10                                  |
| Shanghai      | 6         | 11        | 8                 | 15                                    | 49                            | 12                                         | 27                               | 216                                       | 24                                 | 61                       | 8                                   |
| Singapour     | 5         | 5         | 5                 | 3                                     | 6                             | 10                                         | 9                                | 21                                        | 9                                  | 5                        | 4                                   |
| Sydney        | 10        | 17        | 18                | 14                                    | 8                             | 21                                         | 19                               | 7                                         | 26                                 | 10                       | 30                                  |
| Tokyo         | 9         | 3         | 4                 | 16                                    | 4                             | 1                                          | 4                                | 9                                         |                                    | 4                        | 22                                  |
| Toronto       | 13        | 24        | 12                | 20                                    | 14                            | 19                                         | 26                               | 20                                        | 12                                 | 15                       | 23                                  |

### La ville globale selon Saskia Sassen
En 1991, Saskia Sassen propose le concept de « ville globale » (global city). Elle cite comme exemples de villes mondiales New York, Londres, Tokyo et Paris. Contrairement à ce qui est parfois indiqué, Saskia Sassen ne limite pas le concept de ville mondiale à New York, Londres, et Tokyo, bien que ces trois villes constituent l'objet d'étude principal de son livre. Hong Kong, Paris et São Paulo semblent également entrer dans cette catégorie. Saskia Sassen différencie villes globales et mondiales. Les premières sont des villes qui ont les fonctions les plus complètes dans tous les domaines (New York, Londres, Paris et Tokyo), tandis que les villes mondiales sont des villes, bien qu'ayant également un rayonnement mondial, qui sont plus spécialisées dans un domaine (Washington).

### Le classementATKearney
Le cabinet de conseil A.T. Kearney propose depuis 2008 un classement des « villes mondiales » (Global Cities) qui se fonde sur cinq ensembles de données : capital humain, activité économique, expérience culturelle, échange d'informations, engagement politique.

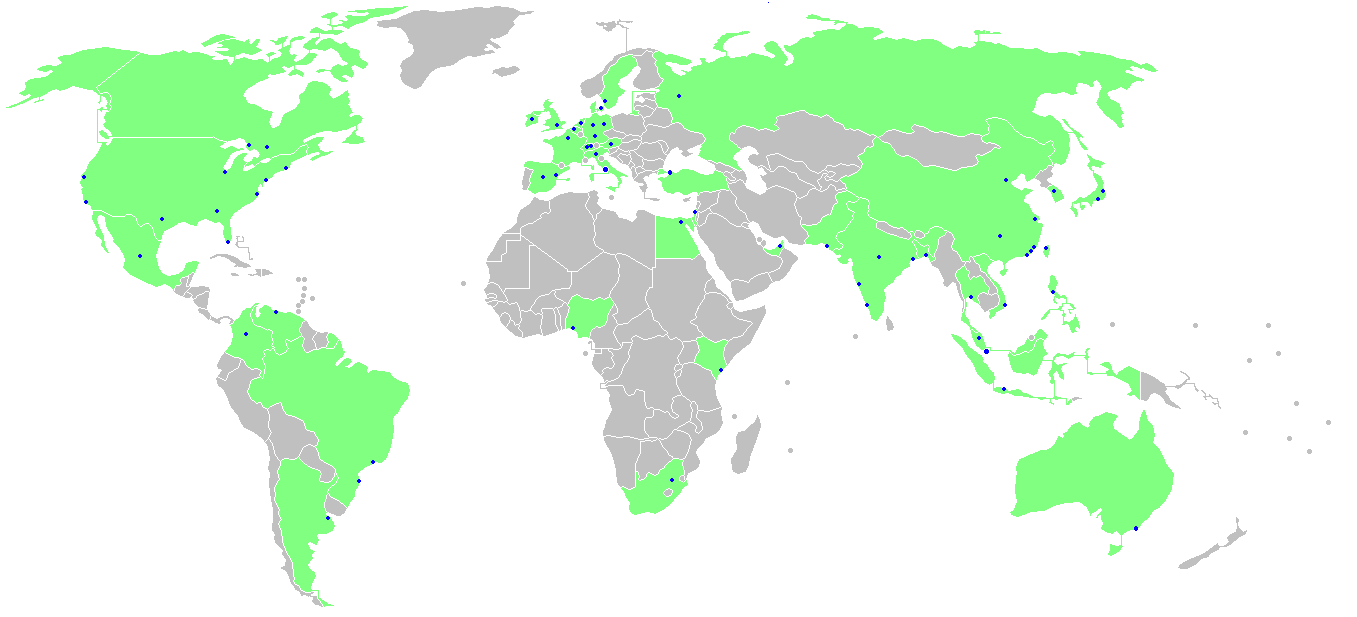
Carte des villes de classe mondiale.

Voici la liste du classement pour 2024 :
| Rang | Ville           | Évolution par rapport à 2023 |
| ---- | --------------- | ---------------------------- |
| 1    | New York        | en stagnation                |
| 2    | Londres         | en stagnation                |
| 3    | Paris           | en stagnation                |
| 4    | Tokyo           | en stagnation                |
| 5    | Singapour       | 2                            |
| 6    | Pékin           | 1                            |
| 7    | Los Angeles     | 1                            |
| 8    | Shanghai        | 5                            |
| 9    | Hong Kong       | 1                            |
| 10   | Chicago         | 1                            |
| 11   | Séoul           | 3                            |
| 12   | Toronto         | 3                            |
| 13   | Madrid          | 1                            |
| 14   | San Francisco   | 3                            |
| 15   | Washington D.C. | 4                            |
| 16   | Bruxelles       | 10                           |
| 17   | Melbourne       | 8                            |
| 18   | Sydney          | en stagnation                |
| 19   | Istanbul        | 6                            |
| 20   | Berlin          | 4                            |
| 21   | Amsterdam       | 1                            |
| 22   | Barcelone       | 2                            |
| 23   | Boston          | 3                            |
| 24   | Dubaï           | 1                            |
| 25   | Miami           | 5                            |
| 26   | Moscou          | 5                            |
| 27   | Vienne          | 2                            |
| 28   | Milan           | 7                            |
| 29   | Buenos Aires    | 7                            |
| 30   | Montréal        | 3                            |

### Le classement duGlobal Cities Investment Monitorde Choose Paris Region et Paris-Île de France Capitale Économique
Depuis 2010, Paris-Île de France Capitale Économique (association créée par la Chambre de Commerce d'Industrie région Île-de-France) et Choose Paris Region (agence d'attractivité de la région Île-de-France) proposent un classement de l’attractivité des global cities en se fondant sur les investissements directs étrangers reçus par ces villes. Le Global Cities Investment Monitor analyse donc l'attractivité économique des global cities vis-à-vis des implantations d'entreprises internationales. L'étude observe le nombre de projets d'IDE et non les montants de ces projets : chaque projet relève d'une décision d'implantation et d'un choix stratégique qui vient conforter l'attractivité économique de la global city choisie. Ce baromètre annuel est complété par une enquête OpinionWay menée auprès d'investisseurs internationaux.
En 2023, le Global Cities Investment Monitor montre que la Paris est la 4e destination mondiale en nombre de projets d'investissements directs étrangers (IDE), derrière Dubaï, Londres et Singapour. Si la croissance de Dubaï est remarquable (+98% d'IDE reçus en 1 an), on souligne aussi la forte croissance des IDE accueillis par les global cities indiennes : Bangalore en 9e position et Hyderabad dont les IDE reçus ont augmenté de +253% en 1 an.
| Global Cities Investment Monitor (2023) | Ville     | IDE reçus | Croissance des IDE sur 1 an |
| --------------------------------------- | --------- | --------- | --------------------------- |
| 1 ( )                                   | Dubaï     | 845       | +98%                        |
| 2 ( )                                   | Londres   | 482       | +30%                        |
| 3 ( )                                   | Singapour | 415       | +13%                        |
| 4 ( )                                   | Paris     | 401       | +16%                        |
| 5 ( 1 )                                 | Barcelone | 238       | +13%                        |
| 6 ( 1 )                                 | New York  | 232       | +18%                        |
| 7 ( 2 )                                 | Berlin    | 233       | 0%                          |
| 8 ( )                                   | Madrid    | 191       | +6%                         |
| 9 ( 11 )                                | Bangalore | 174       | +138%                       |
| 10 ( 2 )                                | Amsterdam | 167       | +19%                        |
| 11 ( 1 )                                | Dublin    | 165       | +9%                         |
| 12 ( 5 )                                | Doha      | 165       | +68%                        |
| 13 ( 2 )                                | Francfort | 136       | -11%                        |
| 14 ( 1 )                                | Sydney    | 134       | +21%                        |
| 15 ( 6 )                                | Shanghai  | 128       | -20%                        |
| 16 ( 3 )                                | Tokyo     | 127       | +22%                        |
| 17 ( 2 )                                | Lisbonne  | 127       | +63%                        |
| 18 ( 5 )                                | Hyderabad | 127       | +253%                       |
| 19 ( 1 )                                | Varsovie  | 125       | +30%                        |
| 20 ( 6 )                                | Toronto   | 122       | +16%                        |

Fondée sur une approche complémentaire, l'enquête OpinionWay du Global Cities Investment Monitor évalue la façon dont les investisseurs internationaux perçoivent les global cities. En 2023, l'enquête menée auprès de 200 investisseurs internationaux révèle que Paris est spontanément citée parmi les trois métropoles les plus attractives pour 50% des investisseurs interrogés, devant New York (44%) et Londres (36%). Dubaï n'arrive cependant qu'en 9e position, ce qui révèle un décalage entre la perception des investisseurs et la réalité des flux d'IDE.
L'enquête OpinionWay porte aussi sur 10 critères d'investissements, tels que l'engagement environnemental de la ville, les infrastructures ou l'investissement public et le soutien de l'Etat aux entreprises.
| Critères d'investissement                                  | 1er      | 2e       | 3e       | 4e        | 5e        |
| ---------------------------------------------------------- | -------- | -------- | -------- | --------- | --------- |
| Engagement environnemental                                 | Paris    | Londres  | Berlin   | Tokyo     | New York  |
| Investissement public et soutien de l'Etat aux entreprises | Londres  | New York | Paris    | Berlin    | Tokyo     |
| Infrastructures                                            | Londres  | New York | Tokyo    | Berlin    | Paris     |
| Stabilité politique et sécurité juridique                  | Londres  | Paris    | Berlin   | New York  | Singapour |
| Disponibilité de personnel qualifié                        | Paris    | Londres  | New York | Berlin    | Tokyo     |
| Qualité de vie                                             | Londres  | New York | Paris    | Tokyo     | Zurich    |
| Innovation et recherche                                    | New York | Paris    | Londres  | Singapour | Tokyo     |
| Accès aux marchés de proximité                             | Paris    | New York | Londres  | Zurich    | Amsterdam |
| Services fondamentaux : santé, éducation, sécurité         | Londres  | New York | Berlin   | Paris     | Zurich    |
| Dynamisme des marchés                                      | New York | Londres  | Paris    | Tokyo     | Berlin    |

### Le classementGlobal Power Citiesde la Mori Memorial Foundation
L'Institut des stratégies urbaines de la Mori Memorial Foundation (Tokyo) propose un classement qui se fonde sur un indice composite agrégeant 70 indicateurs, dans 6 domaines : économie, recherche et développement, interaction culturelle, habitabilité, environnement et accessibilité. Dans le classement de 2024, 48 villes sont identifiées comme des villes mondiales puissantes
| Classement Mori (2024) | Ville           | Indice |
| ---------------------- | --------------- | ------ |
| 1                      | Londres         | 1655,4 |
| 2                      | New York        | 1505,8 |
| 3                      | Tokyo           | 1445,4 |
| 4                      | Paris           | 1423   |
| 5                      | Singapour       | 1291,8 |
| 6                      | Séoul           | 1193,3 |
| 7                      | Amsterdam       | 1185,4 |
| 8                      | Dubaï           | 1177,7 |
| 9                      | Berlin          | 1171,5 |
| 10                     | Madrid          | 1153,2 |
| 11                     | Shanghai        | 1144   |
| 12                     | Copenhague      | 1128,3 |
| 13                     | Melbourne       | 1120,3 |
| 14                     | Stockholm       | 1111,3 |
| 15                     | Vienne          | 1111,3 |
| 16                     | Pékin           | 1111   |
| 17                     | Sydney          | 1110   |
| 18                     | Hong Kong       | 1101,8 |
| 19                     | Barcelone       | 1091,9 |
| 20                     | Zurich          | 1083,5 |
| 21                     | Dublin          | 1064,1 |
| 22                     | Los Angeles     | 1061,9 |
| 23                     | Francfort       | 1059,2 |
| 24                     | Toronto         | 1056   |
| 25                     | San Francisco   | 1042,8 |
| 26                     | Bruxelles       | 1038,8 |
| 27                     | Chicago         | 1030,6 |
| 28                     | Genève          | 1016,8 |
| 29                     | Helsinki        | 1010,7 |
| 30                     | Taipei          | 1009,3 |
| 31                     | Milan           | 1008,7 |
| 32                     | Istanbul        | 1005,7 |
| 33                     | Boston          | 1002,1 |
| 34                     | Moscou          | 1001,5 |
| 35                     | Osaka           | 993,2  |
| 36                     | Vancouver       | 991,1  |
| 37                     | Washington D.C. | 930,5  |
| 38                     | Tel Aviv        | 917,4  |
| 39                     | Bangkok         | 903,2  |
| 40                     | São Paulo       | 899,1  |
| 41                     | Kuala Lumpur    | 889,2  |
| 42                     | Fukuoka         | 858,5  |
| 43                     | Buenos Aires    | 812,5  |
| 44                     | Mexico          | 812    |
| 45                     | Jakarta         | 753,6  |
| 46                     | Le Caire        | 700,1  |
| 47                     | Johannesbourg   | 655,2  |
| 48                     | Bombay          | 654,6  |

### Le classement du GaWC
Le Réseau d’étude sur la mondialisation et les villes mondiales (Globalization and World Cities Research Network, GaWC) a été créé par Peter J. Taylor en 1998 au sein du département de géographie de l'université de Loughborough (Royaume-Uni) et est devenu l'un des think-tanks de référence sur la question de l'insertion des villes dans la mondialisation. Son classement des villes mondiales, créé par Peter J. Taylor, Jonathan V. Beaverstock et Richard G. Smith (en), au sein de l'enquête « The World According to GaWC », « devrait être interprété comme indiquant l'importance des villes comme nœuds dans le réseau urbain mondial (i.e. participant de la mondialisation de l'économie) ». Le classement, bisannuel, a été initié en 1998, et sa dernière version est celle de 2020.
De façon atypique par rapport à la plupart des autres classements analogues, les résultats du GaWC s’appuient sur des données relationnelles, mesurant l'insertion de la ville dans le réseau des producteurs de services avancés aux entreprises. Celles-ci sont obtenues à partir d'enquêtes quantitatives et qualitatives réalisées au sein de 175 entreprises de première importance dans le secteur tertiaire supérieur de 707 villes. L’accent des analyses est mis sur des prestations de service « business to business (B2B) » – autrement dit adressées aux entreprises « avancées », c'est-à-dire à haute valeur ajoutée et à forte intensité en capital humain. Celles-ci, relevant de ce que l'on qualifie classiquement d'« économie du savoir », sont ici divisées en quatre principales catégories :
- des sociétés de conseils aux entreprises et des conseillers fiscaux ;
- des entreprises de publicité ;
- le secteur de finance, les banques ;
- le conseil juridique[24].

Le classement distingue plusieurs niveaux de villes mondiales, les villes « alpha » étant jugées davantage intégrées que les villes « bêta », elles-mêmes mieux intégrées que les ensembles villes « gamma ». À cette échelle, le GaWC ajoute quelques raffinements, en distinguant plusieurs sous-catégories au sein de chaque niveau (par exemple pour le niveau Alpha : Alpha++, Alpha+, Alpha, Alpha−), et en ajoutant à la liste des ensembles urbains « disposant d'un degré suffisant de services de sorte à n'être pas, ou pas manifestement dépendantes d'autres villes mondiales », aussi désignés sous le qualificatif de « villes à forte propension de devenir une ville mondiale », classés en villes de « haute autonomie » et « autonomie ».

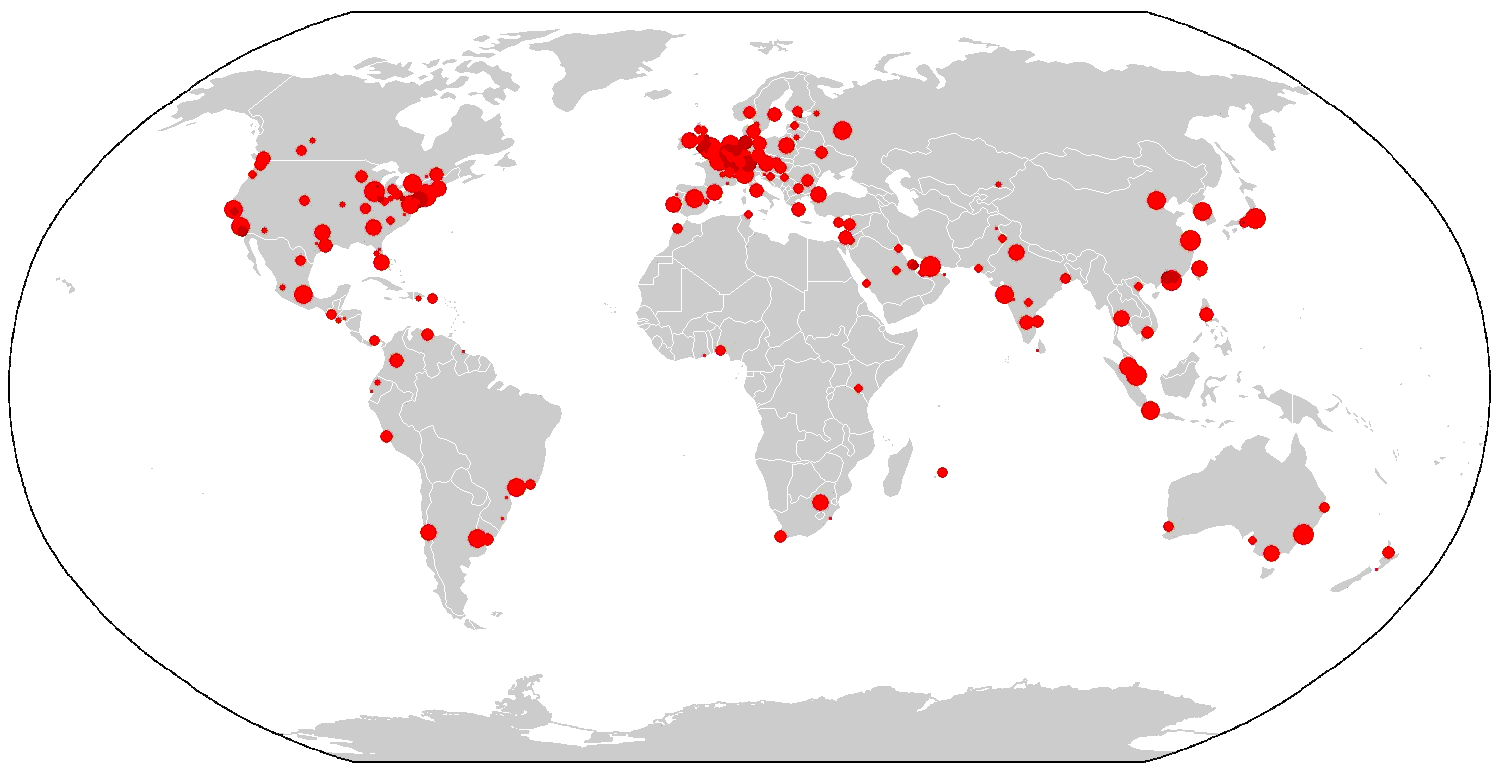
Répartition géographique des villes classées « villes mondiales » par le GaWC en 2010.

Tableau à jour du classement 2024 :
| Catégorie | Ville |
| --------- | --- |
| Alpha++   | - Londres - New York |
| Alpha+    | - Hong Kong - Pékin - Singapour - Shanghai - Paris - Dubaï - Tokyo - Sydney |
| Alpha     | - Séoul - Milan - Toronto - Francfort - Chicago - Jakarta - São Paulo - Mexico - Bombay - Madrid - Varsovie - Canton - Istanbul - Amsterdam - Bangkok - Los Angeles - Kuala Lumpur                                                                            |
| Alpha−    | - Luxembourg - Taipei - Shenzhen - Bruxelles - Zurich - Buenos Aires - Melbourne - San Francisco - Riyad - Santiago - Düsseldorf - Stockholm - Washington, D.C. - Vienne - Lisbonne - Munich - Dublin - Houston - Berlin - Johannesbourg - Boston - New Delhi |

| Catégorie | Ville |
| --------- | --- |
| Beta+     | - Bogota - Hô Chi Minh-Ville - Rome - Bangalore - Budapest - Athènes - Hambourg - Doha - Chengdu - Miami - Tianjin - Dallas - Atlanta - Auckland - Barcelone - Hangzhou - Bucarest - Lima - Montréal - Prague                                                                                                |
| Beta      | - Chongqing - Tel Aviv - Brisbane - Le Caire - Hanoï - Nankin - Oslo - Perth - Abou Dabi - Copenhague - Manama - Wuhan - Manille - Xiamen - Nairobi - Kiev - Genève - Jinan - Calgary - Zhengzhou - Shenyang - Dalian - Suzhou                                                                               |
| Beta−     | - Qingdao - Casablanca - Changsha - Beyrouth - Port-Louis - Denver - Lagos - Belgrade - Montevideo - Vancouver - Seattle - Manchester - Sofia - Bratislava - Rio de Janeiro - Lyon - Xi'an - Helsinki - Kunming - Zagreb - Nicosie - Karachi - Caracas - Hefei - Stuttgart - Panama - Chennai - Philadelphie |

| Catégorie | Ville |
| --------- | --- |
| Gamma+    | - Le Cap - San José - Dacca - Almaty - Koweït - Quito - Tunis - Mascate - Minneapolis - San Juan - Amman - Monterrey - Anvers - Pune - San Diego - Rotterdam - Guatemala - Porto - Lahore - Détroit - Saint-Domingue - Austin - Accra - Dar es Salam - Valence - Saint-Louis |
| Gamma     | - Islamabad - Djeddah - San Salvador - Kampala - Adélaïde - Harare - Hyderabad - Colombo - Tbilissi - Lusaka - Osaka - Phnom Penh |
| Gamma−    | - San José - Bakou - Tampa - Managua - Fuzhou - Haikou - Göteborg - Tirana - Douala - Dakar - Riga - Cologne - Bristol - Medellín - Édimbourg - Charlotte - Taiyuan |

| Catégorie                  | Ville |
| -------------------------- | --- |
| Villes fortement autonomes | - Maputo - Phoenix - Guadalajara - Cleveland - Belfast - Birmingham - Tegucigalpa - Alger - Abidjan - Bilbao - Penang - Ljubljana - Milwaukee - La Paz - Durban - Nashville - Baltimore - Kansas City - Ahmedabad - Guayaquil - Ningbo - Harbin - Dammam - Rangoun - Luanda - Limassol - Ankara - Moscou - Marseille - Nassau - Curitiba - Asuncion - Tallinn - Calcutta - Wellington |

## Classement du nombre de villes mondiales et de villes avec forte propension à le devenir par pays pour GaWC
| Pays                | Nombres de villes |
| ------------------- | ----------------- |
| États-Unis          | 51                |
| Royaume-Uni         | 15                |
| Chine               | 15 dont Hong Kong |
| France              | 11                |
| Allemagne           | 11                |
| Brésil              | 9                 |
| Inde                | 8                 |
| Canada              | 8                 |
| Mexique             | 8                 |
| Italie              | 7                 |
| Espagne             | 6                 |
| Australie           | 6                 |
| Japon               | 4                 |
| Pays-Bas            | 4                 |
| Malaisie            | 4                 |
| Suisse              | 4                 |
| Taïwan              | 3                 |
| Suède               | 3                 |
| Portugal            | 2                 |
| Russie              | 2                 |
| Belgique            | 2                 |
| Émirats arabes unis | 2                 |
| Singapour           | 1                 |

### Le classement Mastercard Worldwide
Le classement du groupement bancaire Mastercard est fondé sur un indice composite qui regroupe sept ensembles de données : cadre juridique et politique ; stabilité économique ; facilités offertes aux entreprises ; flux financiers et flux d'informations ; qualité de vie.
En 2008, les 30 premières villes étaient :
1. - New York
2. - Tokyo
3. - Singapour
4. - Chicago
5. - Hong Kong
6. - Paris
7. - Francfort-sur-le-Main
8. - Séoul
9. - Londres
10. - Amsterdam
11. - Madrid
12. - Sydney
13. - Toronto
14. - Copenhague
15. - Zurich
16. - Stockholm
17. - Los Angeles
18. - Philadelphie
19. - Osaka
20. - Milan
21. - Boston
22. - Taipei
23. - Berlin
24. - Shanghai
25. - Atlanta
26. - Vienne
27. - Munich
28. - San Francisco
29. - Miami
30. - Bruxelles

#### Ouvrages
- Fernand Braudel (3 volumes), Civilisation matérielle, économie et capitalisme, XVe-XVIIIe siècle, Paris, Armand Colin, 1979
- Peter Hall, Les Villes mondiales [« World Cities »], 1966
- John Friedmann, L'Hypothèse de la ville mondiale, 1986
- Saskia Sassen, La Ville globale : New York, Londres, Tokyo [« The Global City »], Princeton Paperbacks, 2001, 2e éd. (1re éd. 1991)

#### Articles
- Cynthia Ghorra-Gobin, « À l’heure de la « deuxième » mondialisation, une ville mondiale est-elle forcément une ville globale ? », Confins, vol. 5,‎ 2009 (lire en ligne)